# Glifo Braille 3
| ⠀ | ⠁ | ⠃ | ⠉ | ⠙ | ⠑ | ⠋ | ⠛ | ⠓ | ⠊ | ⠚ | ⠈ | ⠘ |
| ⠄ | ⠅ | ⠇ | ⠍ | ⠝ | ⠕ | ⠏ | ⠟ | ⠗ | ⠎ | ⠞ | ⠌ | ⠜ |
| ⠤ | ⠥ | ⠧ | ⠭ | ⠽ | ⠵ | ⠯ | ⠿ | ⠷ | ⠮ | ⠾ | ⠬ | ⠼ |
| ⠠ | ⠡ | ⠣ | ⠩ | ⠹ | ⠱ | ⠫ | ⠻ | ⠳ | ⠪ | ⠺ | ⠨ | ⠸ |
| ⠀ | ⠂ | ⠆ | ⠒ | ⠲ | ⠢ | ⠖ | ⠶ | ⠦ | ⠔ | ⠴ | ⠐ | ⠰ |

Il glifo Braille 3 è un carattere Braille a 6 punti con il punto inferiore sinistro segnato, od un carattere Braille ad 8 punti con il punto sinistro centrale inferiore segnato.

È rappresentato al punto di codice Unicode U+2804, ed in Braille ASCII con un apostrofo.
| Carattere                          | ⠄                      | ⠄                      |
| ---------------------------------- | ---------------------- | ---------------------- |
| Nome Unicode                       | Braille pattern dots-3 | Braille pattern dots-3 |
| Codifiche                          | decimale               | esadecimale            |
| Unicode                            | 10244                  | U+2804                 |
| UTF-8                              | 226 160 132            | E2 A0 84               |
| riferimento numerico dei caratteri | &#10244;               | &#x2804;               |
| Braille ASCII                      | 39 0                   | 27                     |

## Braille unificato
In Braille internazionale unificato, il glifo Braille 3 è usato per rappresentare un apostrofo, accento, od altra punteggiatura.

### Tabella di valori Braille unificati
| Braille italiano   | ' (apostrofo) |
| Braille francese   | ' (apostrofo) |
| Braille inglese    | ' (apostrofo) |
| Braille tedesco    | . (punto)     |
| Braille indiano    | Chandrabindu  |
| Braille islandese  | . (punto)     |
| Braille IPA        | . (punto)     |
| Braille slovacco   | ' (apostrofo) |
| Braille arabo      | ء Hamza       |
| Braille tailandese | ็ (mai taikhu) |

## Altri sistemi Braille
| Braille giapponese         | wa / わ / ワ                            |
| Braille coreano            | -s / ㅅ                                 |
| Braille cinese interno     | tone 3                                  |
| Braille taiwanese          | tone 1                                  |
| Braille di Nemeth          | ' (apostrofo)                           |
| Braille di Gardner Salinas | ' (apostrofo di chiusura per citazioni) |

## Con i punti 7 ed 8
Glifi correlati al glifo Braille 3 sono i glifi Braille 37, 38, e 378, che sono usati nei sistemi Braille ad 8 punti, come il Braille di Gardner-Salinas ed il Braille lussemburghese.
| Carattere                          | ⡄                       | ⡄                       | ⢄                       | ⢄                       | ⣄                        | ⣄                        |
| ---------------------------------- | ----------------------- | ----------------------- | ----------------------- | ----------------------- | ------------------------ | ------------------------ |
| Nome Unicode                       | Braille pattern dots-37 | Braille pattern dots-37 | Braille pattern dots-38 | Braille pattern dots-38 | Braille pattern dots-378 | Braille pattern dots-378 |
| Codifiche                          | decimale                | esadecimale             | decimale                | esadecimale             | decimale                 | esadecimale              |
| Unicode                            | 10308                   | U+2844                  | 10372                   | U+2884                  | 10436                    | U+28C4                   |
| UTF-8                              | 226 161 132             | E2 A1 84                | 226 162 132             | E2 A2 84                | 226 163 132              | E2 A3 84                 |
| riferimento numerico dei caratteri | &#10308;                | &#x2844;                | &#10372;                | &#x2884;                | &#10436;                 | &#x28C4;                 |

|                            | glifo 37             | glifo 38       | glifo 378                               |
| -------------------------- | -------------------- | -------------- | --------------------------------------- |
| Braille di Gardner Salinas | inizio simbolo vario | inizio tabella | ` (apostrofo di apertura per citazioni) |